# Tarare
Tarare – miejscowość i gmina we Francji, w regionie Owernia-Rodan-Alpy, w departamencie Rodan.
Według danych na rok 1990 gminę zamieszkiwało 10 720 osób, a gęstość zaludnienia wynosiła 766 osób/km² (wśród 2880 gmin regionu Rodan-Alpy Tarare plasuje się na 61. miejscu pod względem liczby ludności, natomiast pod względem powierzchni na miejscu 842.).

## Współpraca
- Herrenberg, Niemcy